# Zarina Wahab
Zarina Wahab (Visakhapatnam, 17 luglio 1959) è un'attrice indiana.

## Filmografia parziale

### Cinema
- Chitchor, regia di Basu Chatterjee (1976)
- Gharonda, regia di Bhimsai (1977)
- Madanolsavam, regia di N. Sankaran Nair (1978)
- Gopal Krishna, regia di Vijay Sharma (1979)
- Chamaram, regia di Bharathan (1980)
- Calendar, regia di Mahesh (2009)
- Il mio nome è Khan (My Name Is Khan), regia di Karan Johar (2010)
- Adaminte Makan Abu, regia di Salim Ahamed (2011)
- Agneepath, regia di Karan Malhotra (2012)
- Amore in alto mare (Dil Dhadakne Do), regia di Zoya Akhtar (2005)

### Televisione
- Babul Ki Duwayen Leti Jaa (2000)
- Heena (2001-2003)
- Tumhari Disha (2004)
- Kashmakash Zindagi Ki (2006)
- Yahaaan Main Ghar Ghar Kheli (2009)
- Sajda Tere Pyaar Mein (2012)

## Premi
- The Global Indian Film And Television Honors for Best Actor In A Supporting Role – Female (2011) (My Name Is Khan)